# Palazzo Carafa di Montorio
El Palazzo Carafa di Montorio es un palacio monumental de Nápoles, Italia. Está ubicado en Spaccanapoli, en pleno centro histórico de la ciudad, adyacente a Largo Corpo di Napoli.

## Historia
Fue construido a finales del siglo XV por la familia Carafa di Montorio al Vomano, en una zona cercana al Palazzo del Panormita por motivos de prestigio. Su época dorada fue el siglo XVI, cuando el cardenal Alfonso Carafa nació en el edificio. La construcción del palacio, teniendo en cuenta la época de la edificación y el estilo, se le atribuye a Giovanni Francesco Mormando, ya autor del Palazzo del Panormita. En 1496, en el palacio nació Giovanni Carafa, que en 1555 se volvió papa con el nombre de Paulo IV. En 1540, por orden de Alfonso Carafa, el edificio fue renovado en estilo renacentista por el arquitecto Giovanni Francesco Di Palma y las salas fueron pintadas al fresco. Después de este período, el edificio fue adquirido por Antonio Gattola, marqués de Alfedena.
En el siglo XX, el palacio sufrió tres funestos acontecimientos. En 1943, durante la Segunda Guerra Mundial, despojos del buque de carga Caterina Costa, estallado mientras estaba anclado en el puerto de Nápoles, cayeron en el techo del edificio, destruyendo gran parte de los contrapisos de las plantas superiores, causando la pérdida de un patrimonio pictórico inestimable. A pocos metros del palacio, en el claustro de la Iglesia de Santa Maria de Monteverginella, aún son visibles fragmentos del ancla. En 1944, un incendio que prendió en los locales utilizados para actividades comerciales dañó gravemente el ala del edificio que se asoma a Via Nilo. Por último, el terremoto de Irpinia de 1980 causó otros daños. Aún hoy, el palacio se encuentra en mal estado.

## Descripción
El palacio ocupa una longitud de alrededor de dos manzanas del casco antiguo. La fachada presenta características del siglo XVI, mientras que el basamento del edificio, que resulta completamente alterado por las aberturas de las tiendas, se remonta al siglo XV; las ventanas son divididas rítmicamente por lesenas que terminan en la cornisa sobresaliente.